# Proselnici, Iași

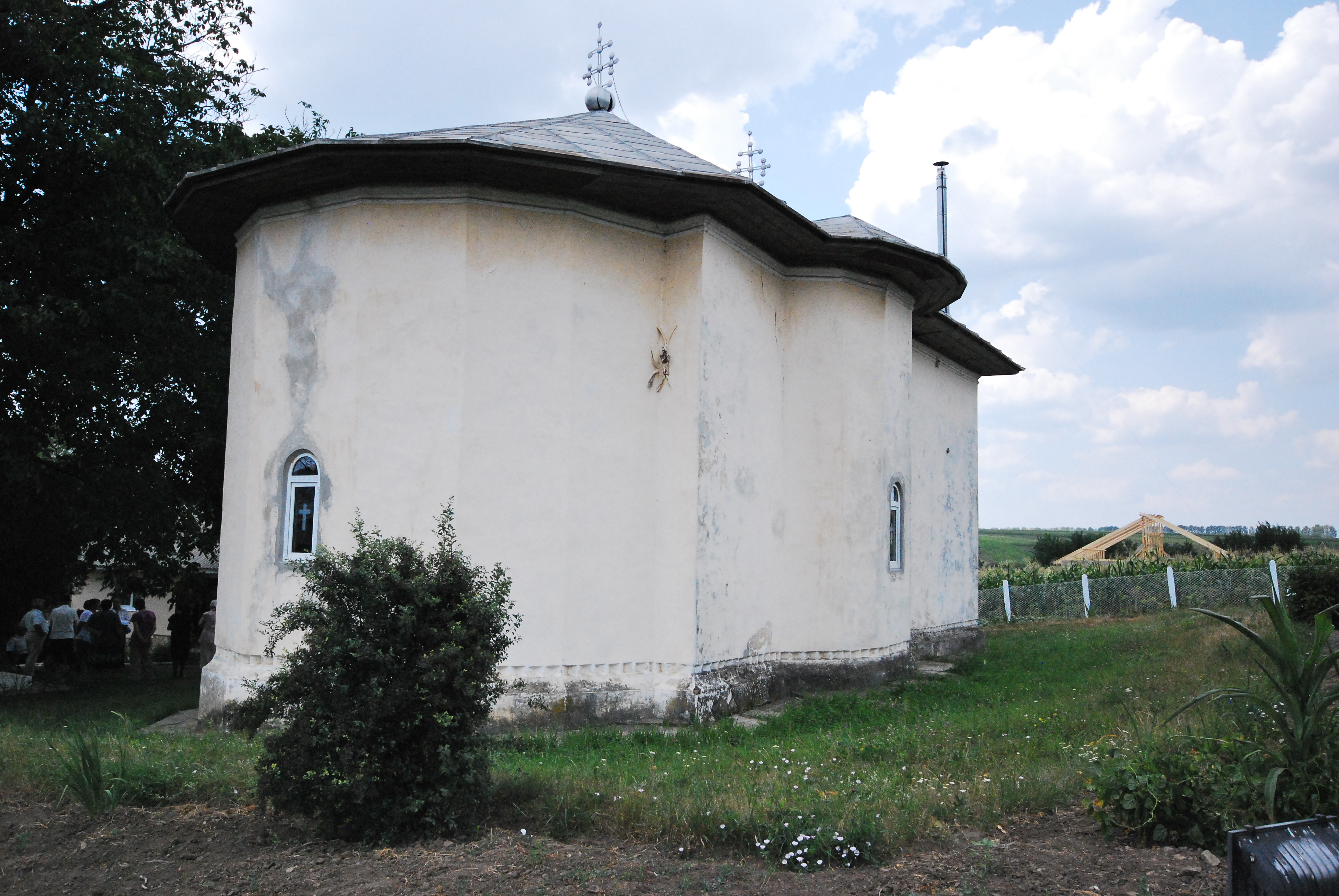
Biserica „Sf. Voievozi”

Proselnici este un sat în comuna Miroslava din județul Iași, Moldova, România.

## Monument istoric
- Biserica „Sf. Voievozi” (secolul XVII); IS-II-m-B-04232

## Transport
- DN28

## Legături externe
Materiale media legate de Proselnici la Wikimedia Commons